# Aldover
Aldover es un municipio de Cataluña, España. Perteneciente a la provincia de Tarragona, en la comarca del Bajo Ebro.

## Historia

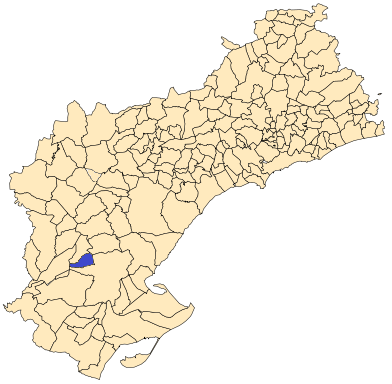
Situación en la provincia de Tarragona

El lugar estuvo poblado ya en tiempos de la ocupación musulmana. Se cree que el nombre proviene del término árabe aldowayra que significa "casita". En 1154 fue cedido a Tortosa por el conde Ramón Berenguer IV.

## Geografía humana

### Demografía
Cuenta con una población de 880 habitantes (INE 2024).
| Gráfica de evolución demográfica de Aldover entre 1842 y 2021                                                         |
| |
| Población de derecho según los censos de población del INE. Población de hecho según los censos de población del INE. |

| 1497 | 1515 | 1553 | 1717 | 1787 | 1857 | 1877 | 1887 | 1900 |
| ---- | ---- | ---- | ---- | ---- | ---- | ---- | ---- | ---- |
| 16   | 18   | 20   | 71   | —    | 1287 | 1369 | 1278 | 1380 |

| 1910 | 1920 | 1930 | 1940 | 1950 | 1960 | 1970 | 1981 | 1990 |
| ---- | ---- | ---- | ---- | ---- | ---- | ---- | ---- | ---- |
| 1403 | 1267 | 1215 | 1124 | 1214 | 1021 | 925  | 862  | 844  |

| 1992 | 1994 | 1996 | 1998 | 2000 | 2002 | 2004 | 2006 | — |
| ---- | ---- | ---- | ---- | ---- | ---- | ---- | ---- | - |
| 813  | 817  | 794  | 795  | 792  | 785  | 822  | 893  | — |

### Economía
La principal actividad económica del municipio es la agricultura. Destacan los cultivos de trigo, olivos y algarrobos. Dispone de una comunidad de regantes.

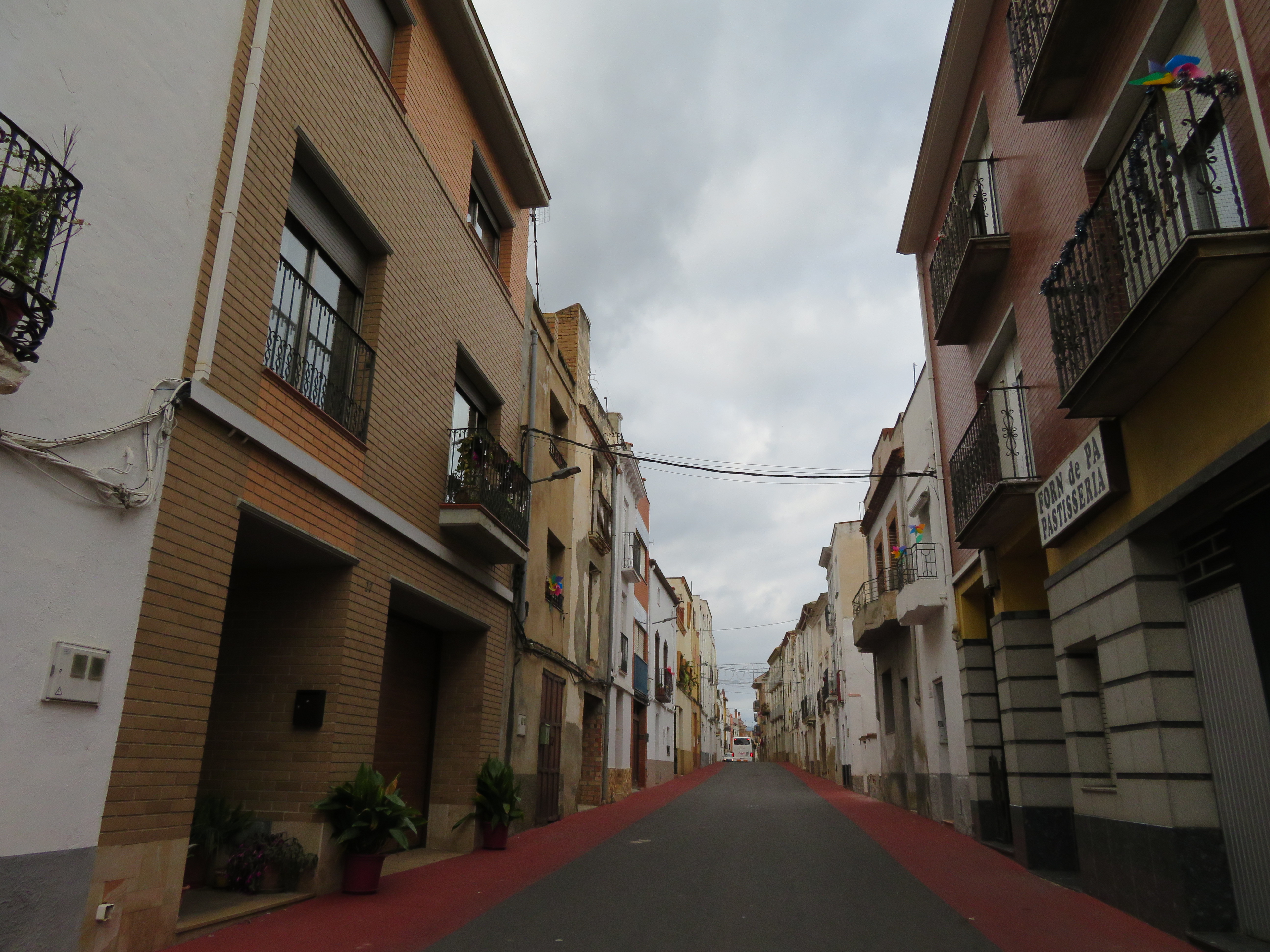
Calle de la Carretera, Aldover

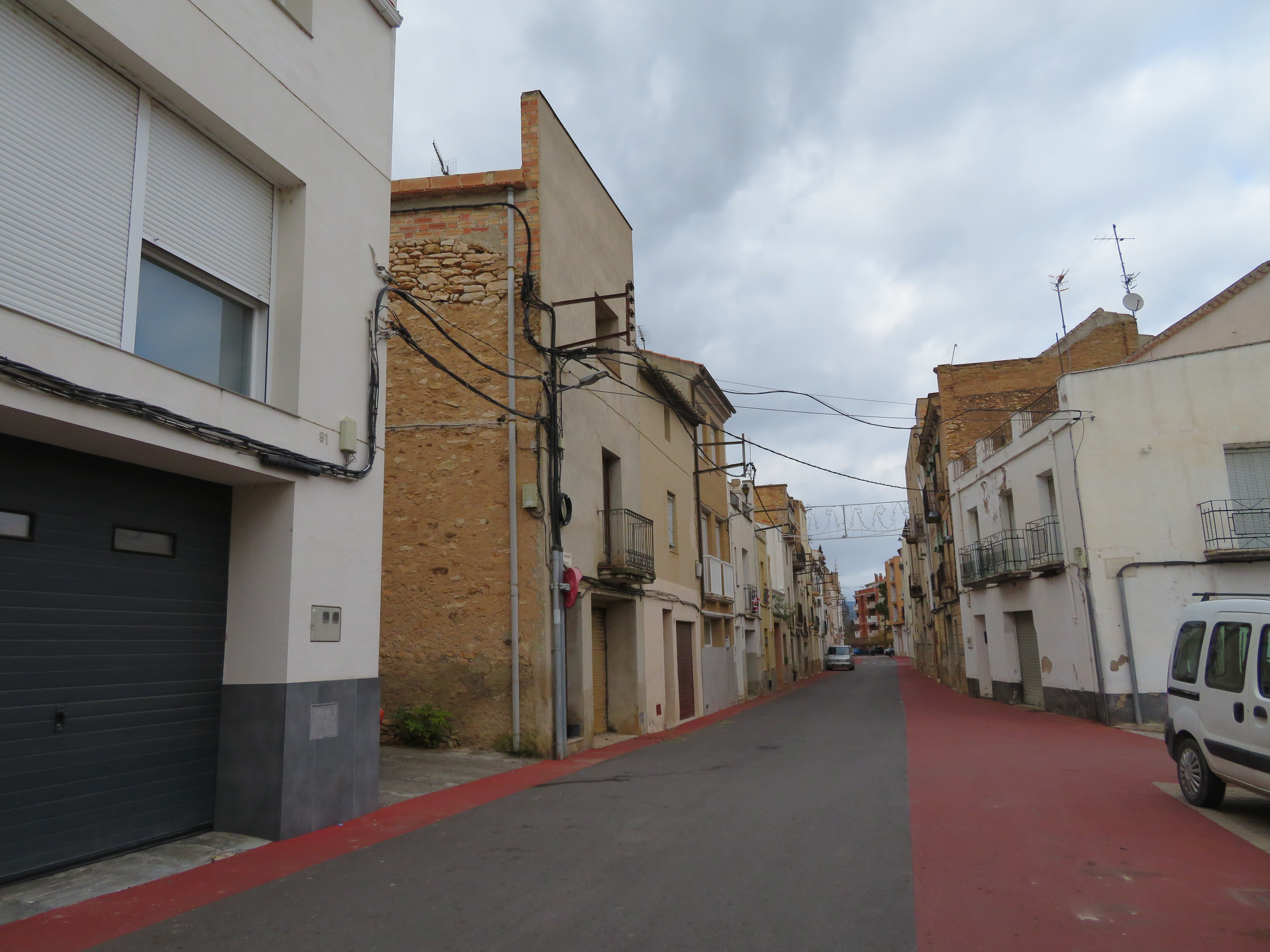
Calle de la Venta, Aldover, 43591

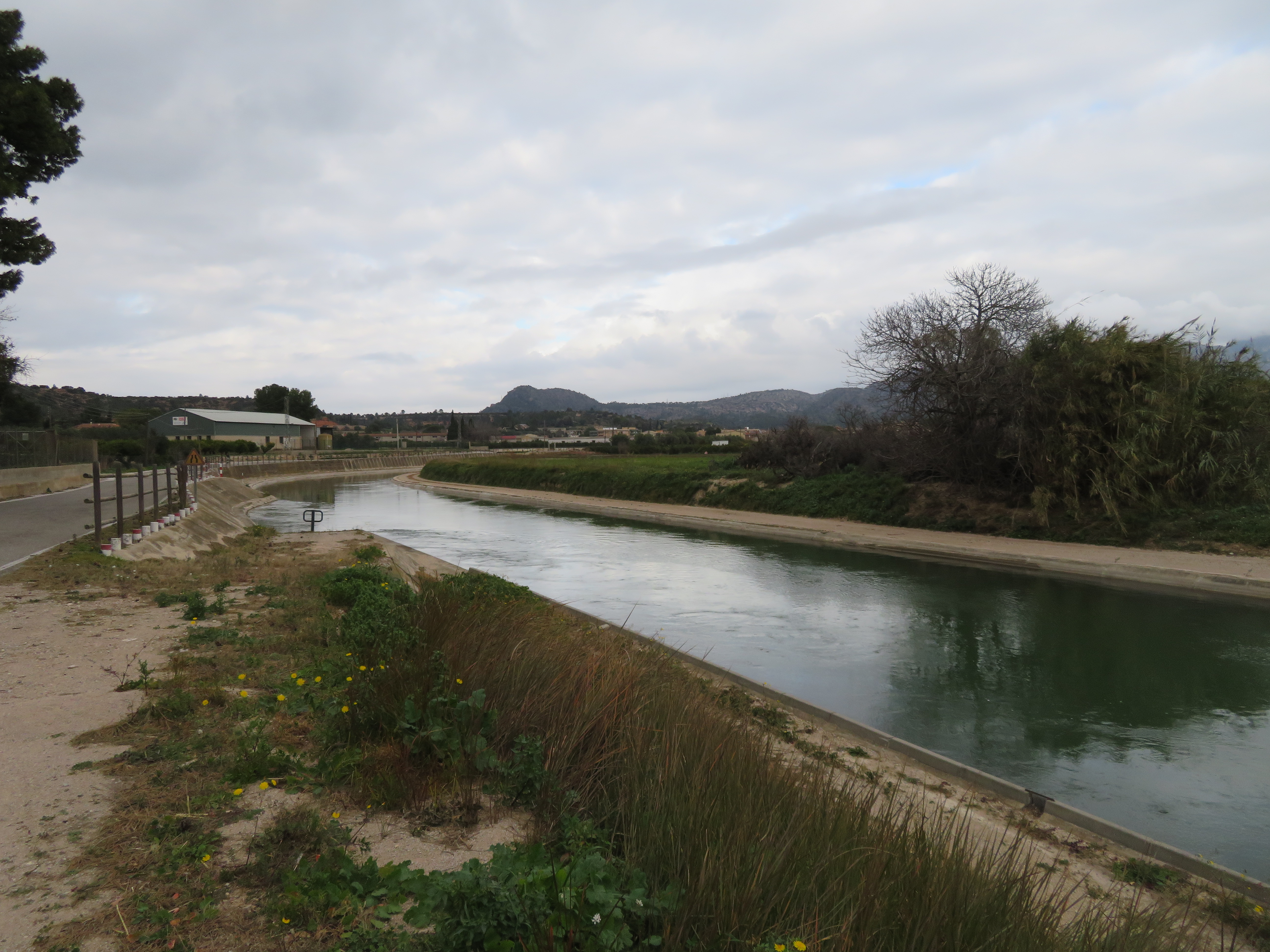
Canal de la Derecha del Ebro, a la altura de la Zona de Aldover

## Cultura
La iglesia parroquial, de estilo neogótico, está bajo la advocación de san Jorge y de la Natividad de Virgen María. Consta de tres naves con ábside.
La fiesta mayor de Aldover tiene lugar en el mes de septiembre. Destacan también las celebraciones que se realizan en abril en honor a san Jorge, patrón de la población.